# O sonno, o della queta, umida, ombrosa
O sonno, o della queta, umida, ombrosa' è un sonetto delle Rime di Giovanni Della Casa.
Il poeta invoca il sonno, perché gli faccia dimenticare, per qualche ora, i mali e le sofferenze della vita.

## Testo e parafrasi
| Testo | Parafrasi |
| --- | --- |
| O sonno, o della queta, umida, ombrosa notte placido figlio; o de’ mortali egri conforto, oblio dolce de’ mali sì gravi ond’è la vita aspra e noiosa; soccorri al core omai, che langue e posa non have, e queste membra stanche e frali solleva: a me ten vola, o sonno, e l’ali tue brune sovra me distendi e posa. Ov’è ’l silenzio che ’l dì fugge e ’l lume? E i lievi sogni, che con non secure vestigia di seguirti han per costume? Lasso, che ’nvan te chiamo, e queste oscure e gelide ombre invan lusingo. O piume d’asprezza colme! o notti acerbe e dure! | O sonno, figlio placido della notte silenziosa umida e buia; tu conforto per i mortali malati, tu che fai dimenticare dolcemente i dolori che rendono la vita dura e dolorosa; vieni in aiuto al cuore ora che è privo di energie e non ha mai riposo, e solleva queste membra stanche e fragili: vieni da me o sonno, e distendi le tue ali scure su di me e portami pace. Dov’è il silenzio che rituffa dalla luce del giorno? e i leggeri sogni, che con orme incerte hanno l’abitudine di seguirti? Povero me, che invano ti chiamo, e queste scure e gelide ombre cerco invano di rendermi favorevole. O letto pieno di tormento, o notti crudeli e dolorose! |

## Struttura metrica
Il sonetto è costituito da 14 versi, divisi in quattro strofe: 2 quartine e 2 terzine. Le rime sono costituite secondo lo schema metrico ABBA-ABBA; CDC-DCD.